# Финал Лиги чемпионов УЕФА 2021
Финал Лиги чемпионов УЕФА 2021 года (порт. Final da Liga dos Campeões da UEFA de 2020–21, англ. 2021 UEFA Champions League Final) — финальный матч розыгрыша Лиги чемпионов УЕФА сезона 2020/21, 66-го сезона в истории Кубка европейских чемпионов и 29-го сезона в истории Лиги чемпионов УЕФА.
Первоначальное место проведения («Газпром Арена» в Санкт-Петербурге) было выбрано в 2019 году, однако из-за пандемии коронавируса все финалы были сдвинуты на год вперёд. После полуфинальных встреч в мае, когда стало известно, что финал станет английским, было решено перенести финал из Стамбула, где он должен был состояться после первого изменения города-хозяина. Это произошло из-за того, что Турция входила в список стран, по возвращении из которых англичанам необходимо было оставаться в карантине.
| Прослушать введение в статью                                                                                                   |
| --- |
| |
| Прослушайте статью полностью в разделе «СМИ». Аудиозапись создана на основе версии статьи от 9 ноября 2021. Список аудиостатей |

Футбольный матч состоялся в субботу, 29 мая 2021 года, на стадионе «Драган» в Порту. Главным судьёй был испанец Антонио Матеу Лаос. Игру вживую сумели увидеть 14 110 зрителей. «Челси» победил в основное время со счётом 1:0, единственный гол забил Кай Хаверц. Для лондонского клуба выигранный титул Лиги чемпионов стал вторым (первый был получен после победы над «Баварией» в 2012 году). «Манчестер Сити» принимал участие в финале данного турнира впервые в своей истории. 
СМИ и футбольные эксперты отметили заслугу тренера «Челси» Томаса Тухеля в грамотном выборе тактики на матч, в то время как решения тренера «Манчестер Сити» Хосепа Гвардиолы связали с поражением его команды. Также был выделен вклад игрока «Челси» Н’Голо Канте, который прервал множество атак, ни разу не нарушив правила. После окончания игры о французском футболисте, который был признан лучшим игроком матча, стали говорить как о претенденте на «Золотой мяч». 
Болельщики лондонского клуба всю ночь праздновали победу, однако после возвращения команды устроить парад чемпионов не удалось, так как в Англии запрещены массовые мероприятия из-за пандемии COVID-19. «Челси» как победитель Лиги чемпионов сыграл с победителем Лиги Европы текущего сезона «Вильярреалом» и, одержав победу в серии послематчевых пенальти, стал обладателем Суперкубка УЕФА. Также лондонский клуб квалифицировался на Клубный чемпионат мира 2021 года, на котором впоследствии одержал победу.

## Место проведения

### Первоначальные заявки
Приём заявок на проведение финальных матчей Лиги чемпионов, Лиги Европы и Лиги чемпионов среди женских футбольных команд в 2021 году начался 28 сентября 2018 года. Согласно регламенту УЕФА, футбольные ассоциации должны были выразить интерес к проведению финальных матчей в своей стране до 26 октября, а заявочное досье должно было быть направлено в эту организацию не позднее 15 февраля 2019 года. 1 ноября 2018 года УЕФА объявила, что две ассоциации выразили интерес к проведению финального матча Лиги чемпионов, направив декларации о заинтересованности. Местом проведения финала германской и российской ассоциациями были предложены «Альянц Арена» и «Газпром Арена» соответственно.
| Страна   | Стадион         | Город           | Примечания                                                                           |
| -------- | --------------- | --------------- | ------------------------------------------------------------------------------------ |
| Германия | «Альянц Арена»  | Мюнхен          | Принимал финал Лиги чемпионов УЕФА 2012 года и матчи чемпионата мира по футболу 2006 |
| Россия   | «Газпром Арена» | Санкт-Петербург | Принимал матчи Кубка конфедераций 2017 года и чемпионата мира по футболу 2018        |

Решение по месту проведения финала Лиги чемпионов УЕФА 2021 года в пользу Санкт-Петербурга было принято 24 сентября 2019 года на встрече Исполкома УЕФА в Любляне, где также были названы хозяева финалов Лиги чемпионов УЕФА 2022 и 2023 годов (Мюнхен и Лондон).

### Изменения места проведения
Из-за пандемии коронавируса хозяевам финалов Лиги чемпионов и Лиги Европы было предложено перенести проведение финалов в своих городах на год. В связи с этим УЕФА 17 июня 2020 года объявила о том, что финал Лиги чемпионов УЕФА 2021 года пройдёт в Стамбуле, который должен был принимать финальный матч годом ранее. Таким образом, Санкт-Петербург получил право проведения матча в 2022 году. Финал турнира 2021 года во второй раз должен был пройти на стадионе «Олимпийский». Впервые это случилось в 2005 году, когда «Ливерпуль» обыграл «Милан» в серии послематчевых пенальти и завоевал свой пятый трофей Кубка европейских чемпионов.

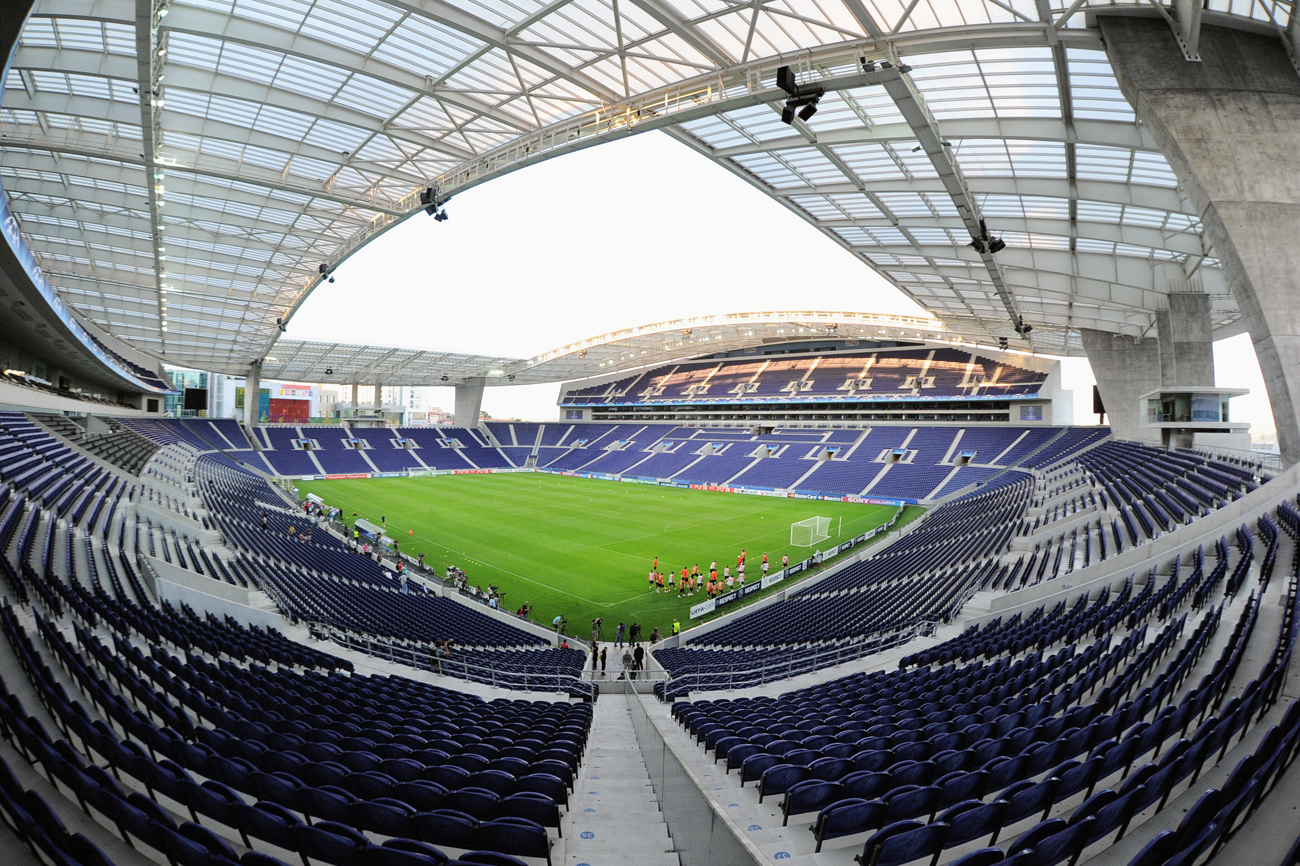
Стадион «Драган» в Порту, на котором состоялся финальный матч

Из-за сложной эпидемиологической обстановки в Турции, которая требовала обязательного карантина по возвращении домой для англичан, футбольная ассоциация страны запросила изменение места проведения финала. Это случилось после того, как стало известно об участии двух английских клубов в главном матче. УЕФА рассматривал варианты переноса финала в Португалию и Англию. В качестве вариантов рассматривались стадионы «Уэмбли» в Лондоне и «Драган» в Порту.
| Страна     | Стадион  | Город  | Примечания                                                                         |
| ---------- | -------- | ------ | ---------------------------------------------------------------------------------- |
| Англия     | «Уэмбли» | Лондон | Принимал финалы Лиги чемпионов УЕФА 2011 и 2013 годов и финал Олимпийских игр 2012 |
| Португалия | «Драган» | Порту  | Принимал матчи чемпионата Европы 2004 года и финал Лиги наций 2019                 |

13 мая 2021 года УЕФА объявил об очередном изменении места проведения финала Лиги чемпионов. Игра была перенесена на стадион «Драган» в Порту. Днём ранее стало известно, что финальный матч будет судить испанская бригада арбитров во главе с Антонио Матеу Лаосом.

### Продажа билетов
Матч разрешили посетить шести тысячам болельщиков от каждой команды-участницы финала — «Челси» и «Манчестер Сити». Кроме того, часть билетов должна была поступить в свободную продажу 24 мая. В общей сложности игру могли посетить до 16 500 зрителей — приблизительно 33 % от вместимости стадиона. Для прохода на стадион требовалось предъявить результат ПЦР-теста на коронавирус, сделанный не позднее 26 мая, или экспресс-тест на антитела не позднее 28 мая. Билеты поступили днём 25 мая и были раскуплены в течение нескольких часов. Стоимость билетов, поступивших в свободную продажу, разделялась на четыре категории. Самый дешёвый билет стоил 70 евро, билеты на лучшие места — 180, 450 и 600 евро.

### Накануне матча
28 мая местные СМИ сообщили о драке болельщиков «Челси» и «Манчестер Сити» в Порту. В ходе потасовки пострадали минимум два человека, для разгона беспорядков полиции пришлось использовать резиновые пули. Несмотря на то, что правительство Португалии обещало о возможности въезда в страну болельщиков лишь в день матча, английские фанаты оказались в Порту за несколько дней до матча. Жители критиковали их за несоблюдение мер защиты от коронавирусной инфекции, в частности за отсутствие масок. При этом отмечалось, что у многих из прибывших болельщиков не было билетов на матч, и они приехали ради того, чтобы окунуться в атмосферу и посмотреть матч в компании. В день финала болельщики заполнили улицы Порту, также продолжали случаться драки, пресекаемые органами правопорядка.

## Путь к финалу

### История клубов в Лиге чемпионов и очные встречи
| Команда         | И | В | Н | П | ГЗ | ГП | ±   | О  |
| --------------- | - | - | - | - | -- | -- | --- | -- |
| Манчестер Сити  | 6 | 5 | 1 | 0 | 13 | 1  | +12 | 16 |
| Порту           | 6 | 4 | 1 | 1 | 10 | 3  | +7  | 13 |
| Олимпиакос      | 6 | 1 | 0 | 5 | 2  | 10 | −8  | 3  |
| Олимпик Марсель | 6 | 1 | 0 | 0 | 2  | 13 | −11 | 3  |

| Команда   | И | В | Н | П | ГЗ | ГП | ±   | О  |
| --------- | - | - | - | - | -- | -- | --- | -- |
| Челси     | 6 | 4 | 2 | 0 | 14 | 2  | +12 | 14 |
| Севилья   | 6 | 4 | 1 | 1 | 9  | 8  | +1  | 13 |
| Краснодар | 6 | 1 | 2 | 3 | 6  | 11 | −5  | 5  |
| Ренн      | 6 | 0 | 1 | 5 | 3  | 11 | −8  | 1  |

«Манчестер Сити» никогда ранее не выступал в финале Лиги чемпионов. Единственным в истории европейским трофеем клуба является Кубок обладателей кубков 1970 года. За последние десять сезонов клуб пять раз становился победителем чемпионата Англии, однако в еврокубках лишь один раз доходил до полуфиналов и трижды до четвертьфиналов.
«Челси» до 2021 года дважды играл в финальных матчах Лиги чемпионов УЕФА. Впервые это произошло в 2008 году в Москве, где лондонцы уступили в серии пенальти «Манчестер Юнайтед». Спустя четыре года «Челси» вновь вышел в главный матч европейского сезона, победив по ходу турнира действующих чемпионов — «Барселону», и попал на «Баварию». Финал проходил в Мюнхене на домашнем стадионе противника (но формально этот стадион считался нейтральной площадкой). Победителя ни в основное, ни в дополнительное время выявить не удалось, и игра перешла в серию пенальти, где сильнее оказался английский клуб, впервые в своей истории выиграв Лигу чемпионов. Также «Челси» с 2001 года пять раз останавливался на стадии полуфиналов (в сезонах 2003/04, 2004/05, 2006/07, 2008/09, 2013/14) и дважды выиграл второй по значимости континентальный турнир — Лигу Европы УЕФА (в 2013 и 2019 годах).
«Челси» и «Манчестер Сити» никогда не встречались в матчах Лиги чемпионов УЕФА. В еврокубковых поединках они встретились единожды — в полуфинале Кубка обладателей кубков сезона 1970/71. Обе игры с минимальным счётом выиграл лондонский клуб. В официальных матчах внутри страны клубы встречались 166 раз. 68 игр выиграл «Челси», 58 — «Манчестер Сити», 40 игр завершилось вничью. В рамках чемпионата Англии сезона 2020/21 «Манчестер Сити» в январе одержал победу в матче на «Стэмфорд Бридж» со счётом 3:1, забив все голы в первом тайме. Ответный матч в Манчестере 8 мая завершился волевой победой «Челси» со счётом 2:1, при этом «горожане» в случае победы досрочно могли стать чемпионами Англии, и главный тренер клуба Хосеп Гвардиола отмечал важность этой игры.

### «Манчестер Сити»
На групповой стадии клуб из Манчестера выступал в группе C и завершил этот этап с 16 очками, потеряв очки лишь в гостевом матче с «Порту», который завершился вничью. Также на этой стадии «Сити» пропустил лишь один гол в первом матче против португальского клуба (3:1). В остальных играх манчестерская команда одержала «сухие» победы против «Олимпиакоса» (3:0 дома и 1:0 в гостях) и «Марселя» (оба матча выиграны со счётом 3:0).
В 1/8 финала Лиги чемпионов соперником «горожан» стал немецкий клуб «Боруссия» из Мёнхенгладбаха. Оба матча завершились с одинаковым счётом 2:0. В гостевой игре 24 февраля голами отличились Бернарду Силва и Габриэл Жезус, а в ответном поединке на домашнем стадионе 16 марта — Кевин де Брёйне и Илкай Гюндоган. В четвертьфинале «Манчестер Сити» играл против другого немецкого клуба — «Боруссии» из Дортмунда, и вновь оказался сильнее, победив в обеих играх со счётом 2:1. Первая игра проходила на стадионе «Этихад», голами за английский клуб отличились Кевин де Брёйне и Фил Фоден. За немецкий клуб гол забил Марко Ройс. В ответной игре в Дортмунде счёт открыл футболист хозяев Джуд Беллингем, однако англичане ответили двумя голами Рияда Махреза и Фила Фодена. В полуфинальном поединке против финалиста прошлогодней Лиги чемпионов «Пари Сен-Жермен» первый гол забил игрок французского клуба Маркиньос, однако Кевин де Брёйне и Рияд Махрез установили итоговый счёт первого, гостевого матча — 2:1 в пользу «Сити». Вторую игру на «Этихаде» манчестерский клуб выиграл всухую благодаря дублю Махреза. Двухматчевое противостояние завершилось со счётом 4:1.

### «Челси»

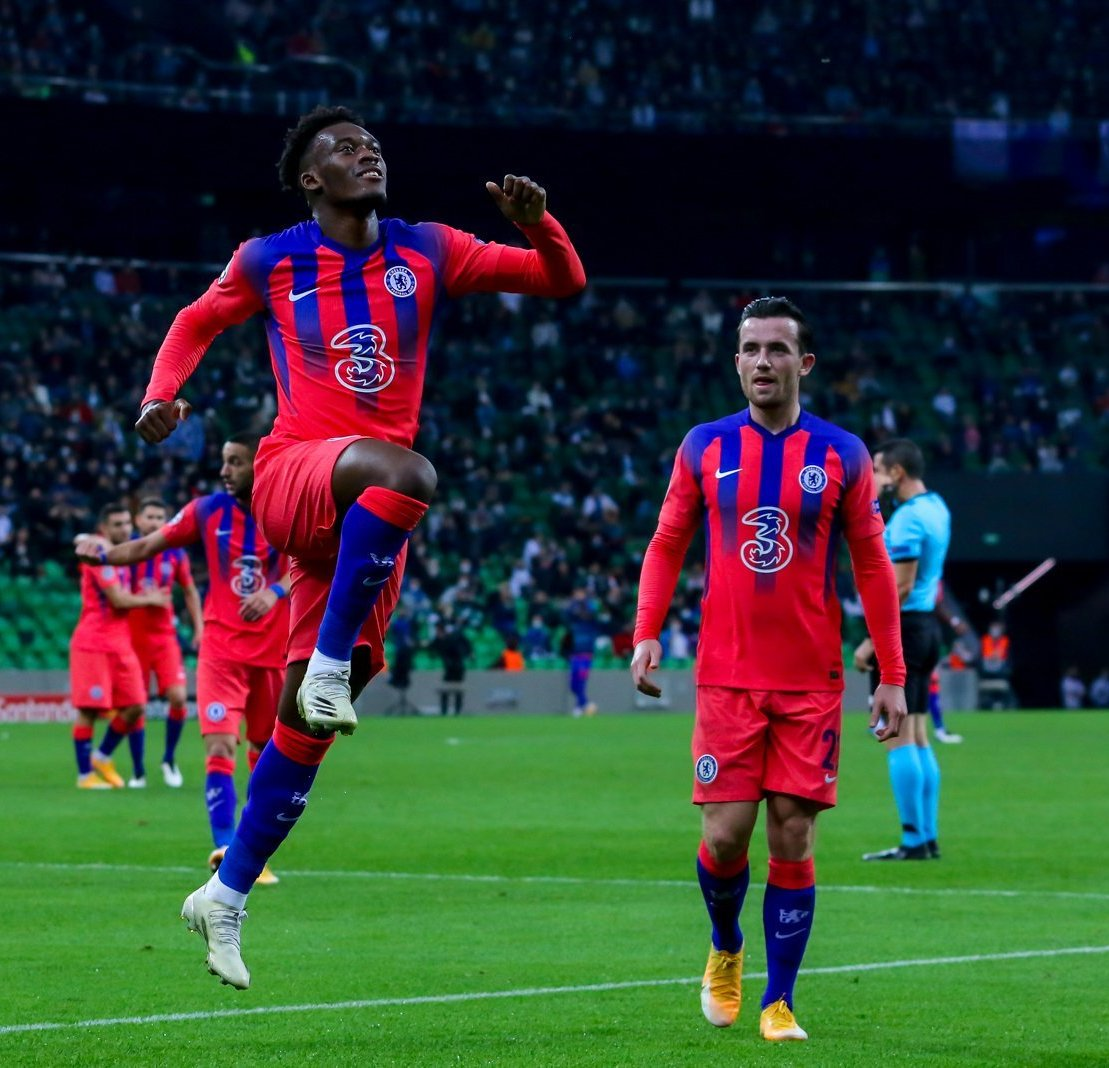
Каллум Хадсон-Одои празднует гол в гостевом матче группового этапа в Краснодаре (октябрь 2020)

Лондонский клуб играл в группе E и занял первое место с 14 очками. В первом и последнем матчах против «Севильи» и «Краснодара» были зафиксированы ничейные результаты 0:0 и 1:1. Все остальные игры «Челси» выиграл, при этом одержав гостевые победы со счётом 4:0 против «Краснодара» и «Севильи» . Игры против «Ренна» завершились домашней (3:0) и гостевой (2:1) победами.
В перерыве между групповым этапом и плей-офф в январе 2021 года руководство клуба приняло решение уволить главного тренера Фрэнка Лэмпарда после ряда неудачных выступлений с декабря 2020 года. Эту вакансию занял немецкий тренер Томас Тухель, в прошлом сезоне принимавший участие в финале Лиги чемпионов, руководя «Пари Сен-Жермен».
В 1/8 финала «Челси» играл против «Атлетико» из Мадрида. В гостевом матче 23 февраля благодаря голу Оливье Жиру на 68-й минуте была одержана победа со счётом 1:0, забитый мяч впоследствии был признан третьим среди лучших голов турнира сезона 2020/21. В ответном матче 17 марта отличились лишь игроки лондонцев — Хаким Зиеш на 34-й минуте и Эмерсон в компенсированное ко второму тайму время. В четвертьфинале соперником «Челси» стал «Порту». 7 апреля в первой игре, состоявшейся в Португалии, лондонский клуб одержал «сухую» победу со счётом 2:0. Мячи забили Мейсон Маунт и Бен Чилуэлл. В ответном матче 13 апреля «Челси» отличиться не смог и проиграл с минимальным счётом, в добавленное ко второму тайму время отличился игрок «Порту» Мехди Тареми, но по сумме двух матчей английский клуб прошёл в полуфинал. При этом единственный пропущенный «Челси» гол принёс иранскому футболисту награду автора лучшего гола турнира. В первом полуфинальном матче 27 апреля против мадридского «Реала» в гостях первый гол забил Кристиан Пулишич на 14-й минуте, однако матч завершился вничью благодаря мячу Карима Бензема. В домашней игре 5 мая в первом тайме счёт открыл Тимо Вернер, а в конце второго тайма окончательный счёт в пользу «Челси» установил Мейсон Маунт. Лондонский клуб победил в двухматчевом противостоянии со счётом 3:1 и в третий раз в своей истории вышел в финал Лиги чемпионов. Каждый раз, когда лондонский клуб выходил в главный матч европейского турнира, в клубе по ходу сезона менялись тренеры — в 2008 году Аврам Грант занял должность после увольнения Жозе Моуриньо, в 2012 исполняющим обязанности стал Роберто Ди Маттео после увольнения Андре Виллаш-Боаша.

## Трансляции
Матч транслировали помимо европейских стран телеканалы Африки, Азии, Америки, Ближнего Востока и Океании. Также была возможность просмотра игры во время морских путешествий и перелётов, во время которых можно было смотреть эфир Sport 24. На территории Великобритании матч транслировал BT Sport, который также предлагал посмотреть финал на официальном сайте. За игрой на территории Соединённого Королевства наблюдали 8,7 миллионов зрителей, опередив по популярности состоявшийся на той же неделе в среду финал Лиги Европы, который смотрели 7,4 миллиона человек. Абсолютный рекорд британского телеканала остался за другим английским финалом 2019 года между «Ливерпулем» и «Тоттенхемом» — 11,3 миллиона зрителей. Матч транслировался в США и собрал аудиторию с двух каналов (Си-би-эс и Univision) в 3,65 миллиона человек, что на 500 тысяч человек меньше рекорда, установленного в 2011 году во время финала между «Барселоной» и «Манчестер Юнайтед».

## Матч
Помимо 2008 года, полностью английский финал был сыгран в 2019 году в Мадриде, когда встретились «Ливерпуль» и «Тоттенхэм». Таким образом, в 2021 году главный матч Лиги чемпионов с участием двух команд из Англии состоялся в третий раз в истории. Номинальный хозяин встречи был определён дополнительной жеребьёвкой, которая состоялась сразу после жеребьёвки четвертьфиналов и полуфиналов в марте 2021 года — им стал «Манчестер Сити».

### Ход матча
Старт финального матча был назначен на 20:00 по местному времени (UTC+1). Перед игрой прошла организованная компанией Pepsi церемония открытия, в которой приняли участие диджей Marshmello и певцы Селена Гомес и Халид. Перед началом матча игроки команд и судьи преклонили колени в поддержку движения Black Lives Matter. Эта акция была освистана рядом болельщиков на стадионе.

#### Первый тайм
В первые минуты матча в атаку пошёл «Манчестер Сити», но быстрый гол забить не удалось. Отбившись, «Челси» также стал атаковать усилиями проходов Тимо Вернера. К десятой минуте шанс имел Рахим Стерлинг, который получил пас от Эдерсона. Благодаря действиям защитника «Челси» Риса Джеймса нападающий манчестерского клуба не сумел выйти на острую позицию для удара, и атака завершилась угловым ударом, с которым лондонский клуб справился. Сразу после этого «Челси» убежал в контратаку, однако Тимо Вернер после передачи Кая Хаверца промахнулся по мячу и «Сити» убежал в контратаку, но оборона лондонцев сумела защитить ворота. Далее последовали три момента «Челси»: после ошибки Джона Стоунза на 13-й минуте удар по воротам нанёс Вернер, но Эдерсон поймал мяч. Спустя две минуты немец получил ещё один шанс, однако вратарь вынес мяч на угловой. Затем удар головой нанёс Н’Голо Канте, но он оказался неточным. После этого последовал ряд атак с обеих сторон, которые успешно блокировались защитой.
На 28-й минуте Фил Фоден получил отличную возможность забить гол, но в прыжке Антонио Рюдигер сумел задеть мяч и помочь вратарю «Челси» Эдуару Менди поймать его. Затем «Манчестер Сити» нанёс ещё несколько атак, завершившихся неточными ударами. На 35-й минуте за нарушение против Мейсона Маунта первую жёлтую карточку в матче получил Илкай Гюндоган. В то же время произошло единоборство Фила Фодена и Тиагу Силвы, в результате которого последний получил травму паха и был вынужден покинуть поле. Вместо бразильца на поле вышел Андреас Кристенсен. Игра возобновилась на 40-й минуте и «Челси» пошёл в атаку, но Тимо Вернер и Кай Хаверц допустили ошибку при передачах мяча друг другу. Через минуту Мейсон Маунт отдал со своей половины поля пас на выбегающего между защитников «Сити» Кая Хаверца, который вышел один на один с вратарём Эдерсоном и, обыграв его, забил мяч уже в пустые ворота. Для немецкого игрока этот гол в финальной игре стал первым в Лиге чемпионов. В прошлый раз такое событие случилось в 2013 году, когда за дортмундскую «Боруссию» отличился Илкай Гюндоган в финале против «Баварии». К тайму было добавлено три минуты, но опасных моментов в этот период не произошло.

#### Второй тайм
С первых минут после возобновления игры «Манчестер Сити» пошёл в атаку, и на 52-й минуте Кевин де Брёйне создал опасный момент, но Н’Голо Канте выбил у него мяч чистым подкатом. На 55-й минуте Илкай Гюндоган, уже имевший жёлтую карточку, нарушил правила против Кая Хаверца, но Антонио Матеу Лаос решил назначить только штрафной с дальней позиции. В следующую минуту Кевин де Брёйне получил травму в единоборстве с Антонио Рюдигером, который был наказан жёлтой карточкой. Бельгиец был вынужден покинуть поле, его заменил Габриэл Жезус. Капитанскую повязку получил Рахим Стерлинг. Сразу после возобновления игры «Манчестер Сити» пошёл в очередную атаку, во время которой мяч попал в Риса Джеймса. Игроки манчестерского клуба стали требовать назначения пенальти, так как по их мнению игрок «Челси» сыграл рукой, но судья посчитал, что нарушения не было. Такое же решение вынес и VAR, хотя лично Матеу Лаос не ходил смотреть видеоповтор.
На 64-й минуте Хосеп Гвардиола заменил Бернарду Силву на Фернандиньо, а спустя две минуты последовала замена Томаса Тухеля — вместо Тимо Вернера на поле вышел Кристиан Пулишич. Во время последовавших атак «Манчестер Сити» опасный момент удалось создать Рияду Махрезу, отдавшему пас на пустые ворота, но Сесар Аспиликуэта сумел выбить мяч выше перекладины на угловой, а затем получил повреждение, от которого быстро оправился. На 73-й минуте «Челси» убежал в контратаку и имел шансы забить второй гол, но Кристиан Пулишич, обыграв вратаря, пробил левее перекладины. Далее последовала атака «Сити», но после навеса Рахима Стерлинга защитникам лондонского клуба удалось выбить мяч. На 77-й минуте вместо Стерлинга на поле вышел Серхио Агуэро, а капитанская повязка перешла к Фернандиньо. На 80-й минуте вместо Мейсона Маунта на поле вышел Матео Ковачич.
Несмотря на усилия «Манчестер Сити», лондонскому клубу удавалось отбить следующие несколько атак и убегать в контратаки. При этом «Челси» сумел получить право на штрафной удар после нарушения против Бена Чилуэлла. В последние минуты основного времени забросы Серхио Агуэро и Кайла Уокера были заблокированы защитой, а на 88-й минуте Габриэл Жезус получил жёлтую карточку за нарушение против Кая Хаверца. Сразу после этого «горожане» создали опасный момент, выведя Фила Фодена на хорошую позицию, но Андреас Кристенсен заблокировал удар. По окончании основного времени судья добавил 7 минут. «Челси» старался убегать в контратаки после каждой неудачной попытки атаки «горожан». На 93-й и 95-й минутах Кайл Уокер выполнил забросы в штрафную, но оба раза защитники действовали надёжно. На шестой компенсированной минуте Рияд Махрез нанёс сильный удар в правый верхний угол, но он оказался чуть неточным. Больше «Манчестер Сити» не создал опасных моментов и «Челси» второй раз в истории выиграл Лигу чемпионов УЕФА.

### Отчёт о матче
| Манчестер Сити | 0:1     | Челси      |
| -------------- | ------- | ---------- |
|                | (отчёт) | Хаверц 42′ |

| Манчестер Сити | Челси |

| Вр              | 31 | Эдерсон             |     |     |
| Защ             | 2  | Кайл Уокер          |     |     |
| Защ             | 5  | Джон Стоунз         |     |     |
| Защ             | 3  | Рубен Диаш          |     |     |
| Защ             | 11 | Александр Зинченко  |     |     |
| ПЗ              | 20 | Бернарду Силва      |     | 64' |
| ПЗ              | 8  | Илкай Гюндоган      | 35' |     |
| ПЗ              | 47 | Фил Фоден           |     |     |
| ПЗ              | 17 | Кевин де Брёйне (к) |     | 60' |
| Нап             | 26 | Рияд Махрез         |     |     |
| Нап             | 7  | Рахим Стерлинг      |     | 87' |
| Замены:         |    |                     |     |     |
| Вр              | 13 | Зак Стеффен         |     |     |
| Вр              | 33 | Скотт Карсон        |     |     |
| Защ             | 6  | Натан Аке           |     |     |
| Защ             | 14 | Эмерик Ляпорт       |     |     |
| Защ             | 22 | Бенжамен Менди      |     |     |
| Защ             | 27 | Жуан Канселу        |     |     |
| Защ             | 50 | Эрик Гарсия         |     |     |
| ПЗ              | 16 | Родри               |     |     |
| ПЗ              | 25 | Фернандиньо         |     | 64' |
| Нап             | 9  | Габриэл Жезус       |     | 60' |
| Нап             | 10 | Серхио Агуэро       | 80' | 77' |
| Нап             | 21 | Ферран Торрес       |     |     |
| Главный тренер: |    |                     |     |     |
| Хосеп Гвардиола |    |                     |     |     |

| Вр              | 16 | Эдуар Менди           |     |     |
| Защ             | 28 | Сесар Аспиликуэта (к) |     |     |
| Защ             | 6  | Тиагу Силва           |     | 39' |
| Защ             | 2  | Антонио Рюдигер       | 57' |     |
| Защ             | 24 | Рис Джеймс            |     |     |
| Защ             | 21 | Бен Чилуэлл           |     |     |
| ПЗ              | 5  | Жоржиньо              |     |     |
| ПЗ              | 7  | Н’Голо Канте          |     |     |
| ПЗ              | 19 | Мейсон Маунт          |     | 80' |
| Нап             | 29 | Кай Хаверц            |     |     |
| Нап             | 11 | Тимо Вернер           |     | 66' |
| Замены:         |    |                       |     |     |
| Вр              | 1  | Кепа Аррисабалага     |     |     |
| Вр              | 13 | Вильфредо Кабальеро   |     |     |
| Защ             | 3  | Маркос Алонсо         |     |     |
| Защ             | 4  | Андреас Кристенсен    |     | 39' |
| Защ             | 15 | Курт Зума             |     |     |
| Защ             | 33 | Эмерсон               |     |     |
| ПЗ              | 10 | Кристиан Пулишич      |     | 66' |
| ПЗ              | 17 | Матео Ковачич         |     | 80' |
| ПЗ              | 20 | Каллум Хадсон-Одои    |     |     |
| ПЗ              | 22 | Хаким Зиеш            |     |     |
| ПЗ              | 23 | Билли Гилмор          |     |     |
| Нап             | 18 | Оливье Жиру           |     |     |
| Главный тренер: |    |                       |     |     |
| Томас Тухель    |    |                       |     |     |

| Игрок матча Н’Голо Канте (Челси) \| Официальные лица[57]: \| \| ---------------------------------------------------------------------------------------------------------------------------------------------------------------------------------------------------------------- \| \| Боковые судьи: Пау Себриан Девис Роберто Диас Перес Дель Паломар Видеоассистент: Алехандро Эранандес Четвёртый судья: Карлос дель Серро Гранде Делегат УЕФА: Гейс де Йонг Судейский наблюдатель УЕФА: Хью Даллас \| | Регламент матча: - 90 минут основного времени. - 30 минут овертайма в случае необходимости. - Послематчевые пенальти в случае необходимости. - Двенадцать запасных с каждой стороны. - Максимум пять замен, шестая допускается только в дополнительное время. |
| Официальные лица: | |
| Боковые судьи: Пау Себриан Девис Роберто Диас Перес Дель Паломар Видеоассистент: Алехандро Эранандес Четвёртый судья: Карлос дель Серро Гранде Делегат УЕФА: Гейс де Йонг Судейский наблюдатель УЕФА: Хью Даллас | |

### Статистика матча
| Командная статистика | Первый тайм    | Первый тайм | Второй тайм    | Второй тайм | Всего          | Всего |
| Командная статистика | Манчестер Сити | Челси       | Манчестер Сити | Челси       | Манчестер Сити | Челси |
| Забито голов         | 0              | 1           | 0              | 0           | 0              | 1     |
| Всего ударов         | 3              | 5           | 4              | 3           | 7              | 8     |
| Ударов в створ       | 1              | 2           | 0              | 0           | 1              | 2     |
| Сейвов               | 1              | 1           | 0              | 0           | 1              | 1     |
| Владение мячом       | 53 %           | 47 %        | 64 %           | 36 %        | 58 %           | 42 %  |
| Угловых              | 1              | 1           | 2              | 0           | 3              | 1     |
| Нарушений            | 7              | 6           | 7              | 7           | 14             | 13    |
| Офсайдов             | 1              | 2           | 0              | 1           | 1              | 3     |
| Жёлтых карточек      | 1              | 0           | 1              | 1           | 2              | 1     |
| Красных карточек     | 0              | 0           | 0              | 0           | 0              | 0     |

| Статистика игроков | Статистика игроков  | Статистика игроков | Статистика игроков | Статистика игроков | Статистика игроков | Статистика игроков | Статистика игроков | Статистика игроков | Статистика игроков    | Статистика игроков | Статистика игроков | Статистика игроков | Статистика игроков | Статистика игроков | Статистика игроков |
| ------------------ | ------------------- | ------------------ | ------------------ | ------------------ | ------------------ | ------------------ | ------------------ | ------------------ | --------------------- | ------------------ | ------------------ | ------------------ | ------------------ | ------------------ | ------------------ |
| Манчестер Сити     | Манчестер Сити      | Манчестер Сити     | Манчестер Сити     | Манчестер Сити     | Манчестер Сити     | Манчестер Сити     | Манчестер Сити     | Челси              | Челси                 | Челси              | Челси              | Челси              | Челси              | Челси              | Челси              |
| №                  | Игрок               | На поле            | Фолы               | Голы               | Удары              | Офс.               | Карт.              | №                  | Игрок                 | На поле            | Фолы               | Голы               | Удары              | Офс.               | Карт.              |
| 31                 | Эдерсон             | 100’04"            |                    |                    |                    |                    |                    | 16                 | Эдуар Менди           | 100’04"            |                    |                    |                    |                    |                    |
| 2                  | Кайл Уокер          | 100’04"            | 2/1                |                    |                    |                    |                    | 28                 | Сесар Аспиликуэта (к) | 100’04"            | 1/0                |                    |                    |                    |                    |
| 5                  | Джон Стоунз         | 100’04"            |                    |                    |                    |                    |                    | 6                  | Тиагу Силва           | 38’39"             | 0/2                |                    |                    |                    |                    |
| 3                  | Рубен Диаш          | 100’04"            | 2/1                |                    |                    |                    |                    | 2                  | Антонио Рюдигер       | 100’04"            | 1/1                |                    |                    |                    | Предупреждён       |
| 11                 | Александр Зинченко  | 100’04"            | 1/0                |                    |                    |                    |                    | 24                 | Рис Джеймс            | 100’04"            | 3/0                |                    |                    |                    |                    |
| 20                 | Бернарду Силва      | 66’41"             | 1/0                |                    |                    |                    |                    | 21                 | Бен Чилуэлл           | 100’04"            | 3/1                |                    |                    | 1                  |                    |
| 8                  | Илкай Гюндоган      | 100’04"            | 3/0                |                    |                    |                    | Предупреждён       | 5                  | Жоржиньо              | 100’04"            | 3/2                |                    | 1 (0)              |                    |                    |
| 47                 | Фил Фоден           | 100’04"            | 0/2                |                    | 3 (0)              |                    |                    | 7                  | Н’Голо Канте          | 100’04"            | 0/2                |                    | 1 (0)              |                    |                    |
| 17                 | Кевин де Брёйне (к) | 62’22"             | 0/2                |                    |                    | 1                  |                    | 29                 | Кай Хаверц            | 100’04"            | 1/3                | 42′                | 1 (1)              |                    |                    |
| 26                 | Рияд Махрез         | 100’04"            | 1/0                |                    | 1 (0)              |                    |                    | 19                 | Мейсон Маунт          | 82’28"             | 0/1                |                    | 1 (0)              |                    |                    |
| 7                  | Рахим Стерлинг      | 79’08"             | 1/2                |                    | 3 (1)              |                    |                    | 11                 | Тимо Вернер           | 68’50"             |                    |                    | 3 (1)              | 2                  |                    |
| 13                 | Зак Стеффен         | не играл           | не играл           | не играл           | не играл           | не играл           | не играл           | 1                  | Кепа Аррисабалага     | не играл           | не играл           | не играл           | не играл           | не играл           | не играл           |
| 33                 | Скотт Карсон        | не играл           | не играл           | не играл           | не играл           | не играл           | не играл           | 13                 | Вильфредо Кабальеро   | не играл           | не играл           | не играл           | не играл           | не играл           | не играл           |
| 6                  | Натан Аке           | не играл           | не играл           | не играл           | не играл           | не играл           | не играл           | 3                  | Маркос Алонсо         | не играл           | не играл           | не играл           | не играл           | не играл           | не играл           |
| 14                 | Эмерик Ляпорт       | не играл           | не играл           | не играл           | не играл           | не играл           | не играл           | 4                  | Андреас Кристенсен    | 61’25"             |                    |                    |                    |                    |                    |
| 22                 | Бенжамен Менди      | не играл           | не играл           | не играл           | не играл           | не играл           | не играл           | 15                 | Курт Зума             | не играл           | не играл           | не играл           | не играл           | не играл           | не играл           |
| 27                 | Жуан Канселу        | не играл           | не играл           | не играл           | не играл           | не играл           | не играл           | 33                 | Эмерсон               | не играл           | не играл           | не играл           | не играл           | не играл           | не играл           |
| 50                 | Эрик Гарсия         | не играл           | не играл           | не играл           | не играл           | не играл           | не играл           | 10                 | Кристиан Пулишич      | 31’14"             | 1/0                |                    | 1 (0)              |                    |                    |
| 16                 | Родри               | не играл           | не играл           | не играл           | не играл           | не играл           | не играл           | 17                 | Матео Ковачич         | 17’36"             | 0/1                |                    |                    |                    |                    |
| 25                 | Фернандиньо         | 33’23"             | 2/0                |                    |                    |                    |                    | 20                 | Каллум Хадсон-Одои    | не играл           | не играл           | не играл           | не играл           | не играл           | не играл           |
| 9                  | Габриэл Жезус       | 37’42"             | 1/2                |                    |                    |                    | Предупреждён       | 22                 | Хаким Зиеш            | не играл           | не играл           | не играл           | не играл           | не играл           | не играл           |
| 10                 | Серхио Агуэро       | 20’56"             |                    |                    |                    |                    |                    | 23                 | Билли Гилмор          | не играл           | не играл           | не играл           | не играл           | не играл           | не играл           |
| 21                 | Ферран Торрес       | не играл           | не играл           | не играл           | не играл           | не играл           | не играл           | 18                 | Оливье Жиру           | не играл           | не играл           | не играл           | не играл           | не играл           | не играл           |

## Анализ тактики
Футбольные аналитики отмечали нестандартный подход к выбору тактики Хосепом Гвардиолой, который отказался от привычной для себя схемы 4-2-4. По словам испанского специалиста, он принял решение, которое казалось ему наилучшим. С первых минут «Манчестер Сити» играл по схеме 3-4-3, сконцентрировавшись на центре поля и сделав ставку на опытного и забивающего Илкая Гюндогана, убрав при этом из стартового состава хорошо игравших на протяжении сезона Родри и Фернандиньо. При этом во время оборонительных действий схема должна была быстро перестраиваться на 4-4-2, а роль опорного полузащитника выполнял Александр Зинченко.
Несмотря на задумку «Сити», которая заключалась в цели прорвать оборону «Челси» и надёжно защитить свои ворота от контратак противника, «горожанам» не удавалось действовать сбалансированно из-за новой для игроков тактики и грамотной игры футболистов лондонского клуба, что приводило к потерям мяча и срывам атак. Разведя Рахима Стерлинга и Рияда Махреза по разным флангам, Хосеп Гвардиола планировал проводить динамичные атаки и надеялся, что игроки легко справятся с вингерами Беном Чилуэллом и Рисом Джеймсом, но благодаря их хорошей игре и надёжной защите «Челси» создавать опасные моменты не получалось. Более того, разрезающая передача Мейсона Маунта на Кая Хаверца, которая привела к голу, последовала после игры «Челси» через фланг. Таким образом лондонцам удалось обойти центр поля, на который был сделан акцент тренером «горожан».
Многие опасные атаки «Манчестер Сити» проходили через рывки Кевина де Брёйне, выбывшего во втором тайме из-за травмы, что серьёзно сказалось на нападении команды. Ближе к концу игры Хосеп Гвардиола попытался перестроить игру на привычные схемы 4-2-4 и 4-4-2, однако результата добиться не удалось: забросы в штрафную блокировались защитой «Челси», а в центре поля все попытки прорваться к воротам блокировал Н’Голо Канте. Француз ни разу не нарушил правила, при этом сумев и играть в защите, и закрывать центр поля. По ходу игры он выполнил три успешных отбора, один перехват и дважды выбил мяч.
«Челси» играл по привычной схеме 3-4-2-1 и использовал возможности, появившиеся при выборе новой тактики противников. В игре подопечных Томаса Тухеля часто использовались дальние передачи и игра через фланги, что позволяло обострить атаки. В отличие от «Манчестер Сити», лондонцы наигрывали эту тактику весь сезон, в связи с чем попытки прохода к чужим воротам часто оказывались успешными. При этом в эпизоде с забитым голом Тимо Вернеру удалось выполнить ложное открывание и «собрать» на себе защитников, в то время как Хаверц выбегал на открытое пространство, куда и отправил пас Маунт. В целом, больше половины атак «Челси» проводилось через правый фланг, при этом нападающие Вернер и Хаверц часто менялись позициями.

## Реакция

### Игроки и футбольные эксперты
Тренер «Челси» Томас Тухель назвал матч невероятным и отметил, что клуб продемонстрировал свой максимум, несмотря на потерю Тиагу Силвы в первом тайме из-за травмы. По его словам, уровень игры в защите установил новую планку, и это должно послужить фундаментом для дальнейшего развития. Хосеп Гвардиола отметил, что его клуб заслужил гол во втором тайме, а выбор стартового состава и тактики, по его мнению, был наилучшим для этой игры.
Капитан «Челси» Сесар Аспиликуэта заявил, что автор победного гола Кай Хаверц станет звездой, а сам он сказал, что сбылась его мечта с детства. Антонио Рюдигер сказал, что для победы необходимо было действовать надёжно и использовать все шансы, что удалось игрокам лондонского клуба. Конкретно немецкому защитнику понадобилось время, чтобы осознать значимость успеха. 36-летний Тиагу Силва назвал победу невероятной. Не игравший в финале Оливье Жиру отметил Н’Голо Канте и сказал, что благодаря ему у «Челси» словно 12 игроков на поле. Получивший травму носа и левой глазницы Кевин де Брёйне покидал поле со слезами на глазах, на следующий день он вышел из больницы и отметил, что чувствует себя хорошо, но разочарован поражением. Александр Зинченко сразу после получения серебряной медали разочарованно снял её, а в более поздних интервью отметил, что клуб заслужил победы и рано или поздно добьётся её.
Итальянский тренер Фабио Капелло отметил, что Гвардиола ошибся со стартовым составом на матч, отметив неспособность Илкая Гюндогана и Джона Стоунза выполнять все возложенные функции. Футболист Джейми О’Хара сказал, что испанский тренер опозорился из-за своих высокомерных решений. Бывший немецкий футболист Лотар Маттеус выразил недоумение в связи с отсутствием в стартовом составе опорного полузащитника, игравшего весь сезон, и резюмировал, что этим решением Гвардиола «украл победу» у клуба. Бывший футболист «Челси» Джо Коул отметил, что Томас Тухель войдёт в число величайших тренеров клуба. Сам немецкий специалист подчеркнул, что не ожидал от «Сити» такой игры — его удивило большое число нападающих и отсутствие опорного полузащитника.
Бывший игрок «Манчестер Юнайтед» Рио Фердинанд раскритиковал Александра Зинченко в эпизоде с пропущенным голом, назвав его защиту «ленивой игрой». Российский тренер Юрий Сёмин считает, что украинский футболист выбрал неправильную оборонительную позицию. Также неудовлетворительной назвал игру Зинченко футбольный агент Дмитрий Селюк, который также отметил, что вместо него в состав следовало ставить Бенжамена Менди. Джо Коул выделил игру Н’Голо Канте, назвав его лучшим игроком на позиции и сравнил с Клодом Макелеле. Патрик Виейра и Джон Пикок отметили, что Канте «оказал огромное влияние в центральной трети поля с мячом и без». Также отметил игру французского полузащитника бывший игрок «Манчестер Сити» Найджел де Йонг, заявив, что Канте разорвал полузащиту «горожан» и любой клуб бы хотел иметь такого игрока в составе.

### СМИ
В средствах массовой информации победу «Челси» связывали с тактической ошибкой главного тренера «Манчестер Сити». Таблоид The Sun отметил, что «Гвардиола пересек шаткую грань между гением и безумием и решил, что финал Лиги чемпионов — подходящее время для проведения одного из своих экспериментов». Би-би-си опубликовал аналитическую статью, в которой отметил, что «выбор [Хосепа Гвардиолы] лишил чемпионов АПЛ, столь выдающихся в этом сезоне, некоторых элементов, которые делают их такими особенными», в то время как Томас Тухель «воспользовался вторым шансом [после поражения в прошлом году с „Пари Сен-Жермен“], поскольку подготовил и продумал все до совершенства». The Guardian тренерскую тактику отметил следующим образом: «Это был случай, когда тренер нашел новый способ проиграть, чтобы исследовать новые глубины разочарования». Российский «Матч ТВ» выпустил аналитический обзор игры с заголовком «Гвардиола переиграл сам себя».
В то же время отмечали хорошую работу тренера «Челси». Так, The Sun пишет, что «Тухель привёз хорошо подготовленную и сбалансированную команду, заслужив победу в Лиге чемпионов». В The Telegraph напомнили, что Тухель сменил Фрэнка Лэмпарда всего 4 месяца назад и смог добиться, чтобы «„Челси“ сдерживал, давил, а затем, в конце концов, победил». The Mirror отметил, что Тухель после назначения на должность тренера помог лучшему игроку матча Н’Голо Канте стать тем футболистом, который был «движущей силой на всём поле и руководил игрой». Marca назвала Тухеля «ахиллесовой пятой» Хосепа Гвардиолы, а La Gazzetta dello Sport выпустила новость с заголовком «Чемпионы продолжают говорить по-немецки», напомнив, что третий год подряд Лигу чемпионов выигрывает тренер из Германии. СМИ также отметили, что «Челси» выиграл оба финала Лиги чемпионов, по ходу сезона меняя главного тренера.
Также пресса выделяла индивидуальный вклад игроков «Челси» в итоговую победу. The Guardian отметил способность автора победного гола финала Кая Хаверца создавать «угрозу, которую вы не заметите, пока не станет слишком поздно». Обозреватель Daily Mail также похвалил Хаверца, но отметил и отдавшего ему пас Мейсона Маунта, и правого защитника Риса Джеймса. Российский «Чемпионат» напомнил об интервью незадолго до матча, в котором автор победного гола назвал сезон не лучшим: «Он хотел забыть этот сезон, но будет вспоминать всю жизнь».Также журналистами был отмечен спасший ворота «Челси» Антонио Рюдигер, назвав тот эпизод «предметом искусства». Тем не менее, Manchester Evening News назвал немецкого защитника виноватым в травме Кевина де Брёйне. Independent выделил капитана Сесара Аспиликуэту, который пришёл в клуб сразу после победы «Челси» в финале Лиге чемпионов 2012 года и девять лет шедший к цели. The Telegraph отметил важнейший вклад в победу Н’Голо Канте и его способность предугадывать, куда отправится мяч. Газета выразила мнение, что французский футболист является величайшим на своей позиции и сравнил его с баскетболистом Деннисом Родманом, который был способен предугадать отскок мяча от площадки изучением траектории и вращения. Российский «Спорт-Экспресс» и испанская Marca считают, что Канте своей игрой заслужил «Золотой мяч». The Sun считает, что он может выиграть мяч в случае успеха со сборной на Евро-2020. Несмотря на то, что не сумевший помешать Каю Хаверцу забить гол Александр Зинченко получил критические отзывы в манчестерских СМИ, украинский игрок был признан лучшим игроком проигравшей команды по версии WhoScored.

## После матча

### «Челси»
После игры футболисты победившего клуба праздновали победу до утра. Болельщики «Челси» после финального свистка собрались у «Стэмфорд Бридж» и отмечали победу своего клуба. У стадиона было организовано шоу дронов со световой подсветкой. Некоторые болельщики, не сумевшие получить билет на финал, всё равно приехали в Порту чтобы прочувствовать атмосферу и поддерживали лондонский клуб рядом со стадионом. Игроки и тренер «Челси» вернулись в Лондон на следующий день после финального матча. Однако парада чемпионов, как это было после первой победы в 2012 году, не состоялось, так как проведение массовых мероприятий в Англии было запрещено из-за пандемии COVID-19. Согласно данным Forbes, «синие» сумели заработать более 120 миллионов евро призовых.
Лондонский клуб занял четвёртое место в чемпионате Англии и уже до финала гарантировал участие в следующем розыгрыше Лиги чемпионов УЕФА. Победа в текущем розыгрыше переместила «Челси» в первую корзину жеребьёвки группового этапа следующего сезона, из которой «выпал» в третью российский клуб «Зенит», а также позволила «автоматически» Томасу Тухелю остаться главным тренером. Новый контракт с немецким специалистом рассчитан на три года. В межсезонье клуб покинул вратарь Вильфредо Кабальеро, который при игре за лондонский клуб также выиграл Лигу Европы в 2019 году.
Победив в Лиге чемпионов, лондонский клуб получил право сыграть в матче за Суперкубок УЕФА. Матч против испанского «Вильярреала», который 26 мая стал победителем Лиги Европы, победив в серии пенальти «Манчестер Юнайтед», прошёл 11 августа в Белфасте и завершился победой «Челси» по пенальти. Также победа в главном европейском турнире сезона 2020/21 принесла «Челси» путёвку на Клубный чемпионат мира, который прошёл в феврале 2022 года в Японии.

### «Манчестер Сити»
«Манчестер Сити» гарантировал себе участие в следующем розыгрыше Лиги чемпионов после победы в чемпионате Англии. За участие в Лиге чемпионов «Манчестер Сити» получил более 119 миллионов евро.
После матча клуб покинули Серхио Агуэро и Эрик Гарсия, перешедшие в «Барселону».